# Burnaby-Willingdon (circonscription britanno-colombienne)
Pour les articles homonymes, voir Burnaby (homonymie) et Willingdon.
Circonscription électorale provinciale du Canada
Burnaby-Willingdon est une ancienne circonscription provinciale de la Colombie-Britannique représentée à l'Assemblée législative de la Colombie-Britannique de 1966 à 2009.

## Géographie
La circonscription représentait une partie de la ville de Burnaby dans la région de Vancouver.

## Liste des députés
| Législature                                         | Années                                              | Député                                              | Député                                              | Parti                                               |
| Burnaby-Willingdon Circonscription issue de Burnaby | Burnaby-Willingdon Circonscription issue de Burnaby | Burnaby-Willingdon Circonscription issue de Burnaby | Burnaby-Willingdon Circonscription issue de Burnaby | Burnaby-Willingdon Circonscription issue de Burnaby |
| --------------------------------------------------- | --------------------------------------------------- | --------------------------------------------------- | --------------------------------------------------- | --------------------------------------------------- |
| 28e                                                 | 1966–1968                                           |                                                     | Frederick Justin Vulliamy                           | Néo-démocratique                                    |
| 28e                                                 | 1968-1969                                           |                                                     | Vacant                                              | Vacant                                              |
| 28e                                                 | 1969-1969                                           |                                                     | James Gibson Lorimer                                | Néo-démocratique                                    |
| 29e                                                 | 1969–1972                                           |                                                     | James Gibson Lorimer                                | Néo-démocratique                                    |
| 30e                                                 | 1972–1975                                           |                                                     | James Gibson Lorimer                                | Néo-démocratique                                    |
| 31e                                                 | 1975–1979                                           |                                                     | Elwood Neal Veitch                                  | Créditiste                                          |
| 32e                                                 | 1979–1983                                           |                                                     | James Gibson Lorimer                                | Néo-démocratique                                    |
| 33e                                                 | 1983–1986                                           |                                                     | Elwood Neal Veitch                                  | Créditiste                                          |
| 34e                                                 | 1986–1991                                           |                                                     | Elwood Neal Veitch                                  | Créditiste                                          |
| 35e                                                 | 1991–1996                                           |                                                     | Joan Sawicki                                        | Néo-démocratique                                    |
| 36e                                                 | 1996–2001                                           |                                                     | Joan Sawicki                                        | Néo-démocratique                                    |
| 37e                                                 | 2001–2005                                           |                                                     | John Nuraney                                        | Libéral                                             |
| 38e                                                 | 2005–2009                                           |                                                     | John Nuraney                                        | Libéral                                             |